# Пиказин, Наум Семёнович
Наум Семёнович Пиказин (3 сентября 1899, Кишинёв, Бессарабская губерния — 5 августа 1941 года, пропал без вести на Центральном фронте в районе Гомеля) — советский военный деятель, полковник (1937).

## Начальная биография
Наум Семёнович (Шлёма-Меерович) Пиказин родился 20 августа (3 сентября по новому стилю) 1899 года в Кишинёве.

## Военная служба

### Первая мировая и гражданская войны
В ноябре 1919 года был призван в ряды РККА. В ноябре 1920 года был направлен на учёбу в 4-ю Киевскую артиллерийскую школу, курсантом которой принимал участие в боевых действиях на Южном фронте против войск под командованием генерала П. Н. Врангеля и Н. И. Махно. Школу окончил в феврале 1921 года.

### Межвоенное время
В мае 1921 года был назначен на должность должности комиссара 56-х Черниговских пехотных курсов комсостава, в декабре — на должность командира артиллерийского взвода и временно исполняющего должность комиссара учебного отряда (25-я стрелковая дивизия, Украинский военный округ), в июне 1922 года — на должность комиссара 15-х пехотных командных курсов, а в октябре того же года — на должность помощника комиссара учебного отряда Высшей Объединённой военной школы имени Главкома С. С. Каменева, дислоцированной в Киеве. В ноябре того же года был направлен на учёбу на артиллерийское отделение этой же школы. После окончания отделения в октябре 1923 года временно исполнял должность командира батареи гаубичного артиллерийского дивизиона 1-го конного корпуса. В декабре того же года был назначен на эту же должность в гаубичный артиллерийский дивизион (45-я территориальная стрелковая дивизия, 14-й стрелковый корпус), а в феврале 1924 года — на должность заместителя командира этого дивизиона.
В сентябре 1924 года был направлен на учёбу в Военную академию РККА, после окончания которой в июле 1927 года Пиказин был назначен на должность начальника штаба артиллерийского полка (1-я Кавказская стрелковая дивизия), а затем временно исполнял должность командира полка. В январе 1930 года был назначен на должность начальника 3-го отдела 2-го управления Штаба РККА, в феврале — на должность помощника начальника 6-го отдела, а в мае — на должность начальника сектора этого управления.
После окончания артиллерийского отделения на Курсах технического усовершенствования начсостава Центрального управления РККА в феврале 1931 года был переведён в 5-е управление Штаба РККА, где исполнял должности начальника 6-го сектора и начальника 2-го отдела. В январе 1935 года был назначен на должность инспектора, в апреле 1936 года — на должность старшего инспектора в Группе контроля при НКО СССР, в марте 1937 года — на должность командира 133-го стрелкового полка, в январе 1938 года — на должность начальника военно-хозяйственного снабжения 96-й стрелковой дивизии (Киевский военный округ), в декабре 1939 года — на должность начальника штаба 187-й стрелковой дивизии, а в феврале 1941 года — на должность начальника штаба 66-го стрелкового корпуса (Приволжский военный округ).

### Великая Отечественная война
С началом войны полковник Пиказин находился на прежней должности. С 26 июля по 1 августа 1941 года временно исполнял должность командира 21-го стрелкового корпуса, который принимал участие в боевых действиях во время Смоленского сражении, однако понеся большие потери, корпус пошёл на пополнение 20-го стрелкового корпуса. 5 августа 1941 года после завершения расформирования корпуса и передачи личного состава, полковник Наум Семёнович Пиказин направился за личными вещами в Гомель, после чего пропал без вести.

## Награды
- Юбилейная медаль «XX лет Рабоче-Крестьянской Красной Армии».